# Катопумы
Катопу́мы (лат. Catopuma) — род хищников из семейства кошачьих. Включает два вида: кошка Темминка (Catopuma temmincki) и калимантанская кошка (Catopuma badia).
Цвет шерсти у катопум  красновато-коричневатого цвета, с более темными отметинами на голове. В отличие от большинства других видов кошачьих на их шерсти почти нет каких-либо узоров. Длина тела кошки Темминка достигает 105 см, а масса — 16 кг. Таким образом, она намного крупнее обычной домашней кошки. Калимантанская кошка значительно мельче своей ближайшей родственницы и весит максимально лишь 5 кг.
Катопумы обитают в тропических лесах Юго-Восточной Азии. Их ареал состоит преимущественно из ареала кошки Темминка, простирающегося от южного Китая до Суматры. Калимантанская кошка является эндемиком острова Борнео.
О поведении этих животных известно не очень много. Они являются ночными охотниками и, несмотря на умения лазать на деревья, предпочитают охотиться на земле. К их основной добыче относятся небольшие млекопитающие и другие позвоночные.
Ранее считалось, что живущая в Африке золотая кошка является близкой родственницей катопум, и их вместе выделяли в отдельный род золотых кошек. Однако это сходство, скорее всего, — результат конвергенции. Точное положение катопум в системе кошачьих пока не выяснено. По результатам исследований ДНК, их иногда относят к роду Pardofelis.

## Таксономия
Два вида, а также вид мраморная кошка (Pardofelis marmorata) произошли от предка калимантанской кошки 5,4 млн лет назад, задолго до того, как Борнео  отделился от соседних островов. Расхождение с общим предком рода произошло около 9,4 миллионов лет назад, с предком родов Panthera и Neofelis около 10,8 млн. лет назад.
| Название вида                                                 | Подвиды | Статус в Красной книге и распространение |
| ------------------------------------------------------------- | --- | ---------------------------------------- |
| Кошка Темминка (Catopuma temminckii) Vigors & Horsfield, 1827 | - Catopuma temminckii temminckii родом с Суматры и Малакки. - Catopuma temminckii moormensis Hodgson, 1831 родом с восточного Непала, Китая и Камбоджи. | [ 8 ]                                    |
| Калимантанская кошка (Catopuma badia) Gray, 1874              | | [ 10 ]                                   |